# Liste der Kulturgüter von nationaler Bedeutung im Kanton Thurgau
Diese Liste enthält alle national bedeutenden Kulturgüter (A-Objekte, geregelt in KGSV) im Kanton Thurgau, die in der Ausgabe 2009 (Stand: 1. Januar 2018) des Schweizerischen Inventars der Kulturgüter von nationaler und regionaler Bedeutung vermerkt sind. Sie ist nach politischen Gemeinden sortiert; enthalten sind 78 Einzelbauten, 15 Sammlungen und 14 archäologische Fundstellen.

## Abkürzungen
- A: Archäologie
- Arch: Archiv
- B: Bibliothek
- E: Einzelobjekt
- M: Museum
- O: Mehrteiliges Objekt

## Inventar nach Gemeinde

### Aadorf
| KGS-Nr. | Foto | Objektbezeichnung                    | Typ | Adresse | Koordinaten     |
| ------- | ---- | ------------------------------------ | --- | ------- | --------------- |
| 05053   |      | Ehemalige Klosterkirche St. Bernhard | O   | Tänikon | 710685 / 259781 |
| 08589   |      | Agrotechnorama Tänikon               | M   | Tänikon | 710651 / 259829 |

### Amriswil
| KGS-Nr. | Foto | Objektbezeichnung          | Typ | Adresse               | Koordinaten     |
| ------- | ---- | -------------------------- | --- | --------------------- | --------------- |
| 04910   |      | Weiherschloss Hagenwil     | O   | Hagenwil, Hagenwil 1  | 740554 / 265937 |
| 08540   |      | Kutschensammlung Sallmann  | M   | St. Gallerstrasse 12  | 739944 / 267454 |
| 10150   |      | Bohlenständerhaus Schrofen | E   | Kreuzlingerstrasse 66 | 738106 / 268273 |

### Arbon
| KGS-Nr. | Foto | Objektbezeichnung                          | Typ | Adresse          | Koordinaten     |
| ------- | ---- | ------------------------------------------ | --- | ---------------- | --------------- |
| 04917   |      | Bleiche (prähistorische Seeufersiedlungen) | A   | Bleiche          | 749850 / 263350 |
| 04918   |      | Schloss Arbon                              | A O | Schloss 4        | 750511 / 264685 |
| 09676   |      | Spätrömisches Kastell                      | A   | Gallusgasse      | 750560 / 264600 |
| 10232   |      | Galluskapelle                              | E   | Gallusgasse 4    | 750569 / 264608 |
| 10234   |      | Katholische Kirche St. Martin              | E   | Bahnhofstrasse 7 | 750530 / 264633 |
| 10646   |      | Historisches Museum (im Schloss)           | M   | Schloss 4        | 750511 / 264685 |

### Bettwiesen
| KGS-Nr. | Foto | Objektbezeichnung  | Typ | Adresse        | Koordinaten     |
| ------- | ---- | ------------------ | --- | -------------- | --------------- |
| 04934   |      | Schloss Bettwiesen | E   | Schlossstrasse | 719878 / 261798 |

### Bischofszell
| KGS-Nr. | Foto | Objektbezeichnung                                   | Typ | Adresse          | Koordinaten     |
| ------- | ---- | --------------------------------------------------- | --- | ---------------- | --------------- |
| 04937   |      | Dallerhaus                                          | E   | Kirchgasse 5–7   | 735749 / 261831 |
| 04938   |      | Doppelhaus Rebstock/Rosenstock                      | E   | Marktgasse 7–9   | 735725 / 261899 |
| 04939   |      | Ehemalige Papierfabrik mit Papiermaschine PM1       | O   | Fabrikstrasse 26 | 735364 / 261800 |
| 04940   |      | Häuser Marktgasse                                   | M O | Marktgasse 4–6   | 735758 / 261879 |
| 04941   |      | Katholische Kirche St. Pelagius mit Michaelskapelle | O   | Kirchgasse 16    | 735628 / 261900 |
| 04942   |      | Rathaus                                             | E   | Marktgasse 11    | 735712 / 261916 |
| 04943   |      | Alte Thurbrücke                                     | E   |                  | 735160 / 261647 |

### Diessenhofen
| KGS-Nr. | Foto | Objektbezeichnung                                                     | Typ  | Adresse                       | Koordinaten     |
| ------- | ---- | --------------------------------------------------------------------- | ---- | ----------------------------- | --------------- |
| 04955   |      | Rheinbrücke Diessenhofen–Gailingen                                    | E    | Rheinhalde                    | 698510 / 283058 |
| 04956   |      | Haus zum Goldenen Löwen                                               | E    | Hauptstrasse 8                | 698449 / 282902 |
| 04961   |      | Burg Unterhof                                                         | E    | Kirchgasse 15                 | 698282 / 282979 |
| 05213   |      | Ehemaliges Dominikanerinnenkloster St. Katharinental                  | O    | Willisdorf, St. Katharinental | 697428 / 283132 |
| 08455   |      | Sammlung Goldener Leuen                                               | M    | Hauptstrasse 8                | 698449 / 282902 |
| 09055   |      | Kornscheune des ehemaligen Dominikanerinnenklosters St. Katharinental | E    | Willisdorf, St. Katharinental | 697211 / 283068 |
| 10235   |      | Stadtbefestigung mit Siegelturm                                       | O    |                               | 698590 / 282893 |
| 11770   |      | Bürgerarchiv im Rathaus                                               | Arch | Hintergasse 49                | 698610 / 282966 |

### Egnach
| KGS-Nr. | Foto | Objektbezeichnung             | Typ | Adresse       | Koordinaten     |
| ------- | ---- | ----------------------------- | --- | ------------- | --------------- |
| 04969   |      | Bauernhaus Schär mit Speicher | O   | Ackermannshub | 744199 / 266649 |
| 04975   |      | Bohlenständerhaus             | E   | Erdhausen     | 744892 / 266611 |

### Ermatingen
| KGS-Nr. | Foto | Objektbezeichnung                                  | Typ | Adresse             | Koordinaten     |
| ------- | ---- | -------------------------------------------------- | --- | ------------------- | --------------- |
| 04989   |      | Paritätische Kirche St. Albin                      | E   | Kirchgasse          | 723300 / 281200 |
| 04994   |      | Westerfeld/Büge (prähistorische Seeufersiedlungen) | A   | Westerfeldstrasse   | 722670 / 281550 |
| 10236   |      | Gasthaus Adler                                     | E   | Fruthwilerstrasse 2 | 723244 / 281119 |
| 10237   |      | Kehlhof                                            | E   | Kehlhofstrasse 8    | 723219 / 281193 |

### Eschenz
| KGS-Nr. | Foto | Objektbezeichnung                                                                 | Typ | Adresse    | Koordinaten     |
| ------- | ---- | --------------------------------------------------------------------------------- | --- | ---------- | --------------- |
| 04995   |      | Wallfahrtskapelle St. Otmar                                                       | E   | Insel Werd | 707306 / 279254 |
| 04996   |      | Schloss Freudenfels                                                               | O   | Schlossweg | 709070 / 277490 |
| 10238   |      | Insel Werd (prähistorische Seeufersiedlungen / römischer Vicus / römische Brücke) | A   |            | 707250 / 279300 |

### Fischingen
| KGS-Nr. | Foto | Objektbezeichnung                              | Typ | Adresse                  | Koordinaten     |
| ------- | ---- | ---------------------------------------------- | --- | ------------------------ | --------------- |
| 05003   |      | Benediktinerkloster mit Kirche und Iddakapelle | O   | Klosterweg               | 715479 / 252389 |
| 05005   |      | St. Martinskapelle                             | E   | Oberwangen, Dorfstrasse  | 715780 / 254354 |
| 10239   |      | Katholische Kirche                             | E   | Dussnang, Kurhausstrasse | 714967 / 254386 |
| 10486   |      | Tannegg (Burgruine/Wüstung)                    | A   |                          | 714060 / 254390 |

### Frauenfeld
| KGS-Nr. | Foto | Objektbezeichnung                                                      | Typ  | Adresse                 | Koordinaten     |
| ------- | ---- | ---------------------------------------------------------------------- | ---- | ----------------------- | --------------- |
| 05015   |      | Archive des Amtes für Archäologie                                      | Arch | Schlossmühlestrasse 15a | 709818 / 268000 |
| 05016   |      | Katholische Stadtkirche                                                | E    | Zürcherstrasse 181      | 709830 / 268400 |
| 05018   |      | Paritätische Kirche St. Laurenzen mit St. Anna Kapelle und Messmerhaus | O    | Oberkirchstrasse        | 710917 / 268953 |
| 05019   |      | Rathaus                                                                | E    | Rathausplatz 4          | 709805 / 268201 |
| 05020   |      | Schloss Frauenfeld                                                     | O    | Rathausplatz 2          | 709756 / 268183 |
| 08456   |      | Museum für Archäologie des Kantons Thurgau                             | A M  | Freie-Strasse 26        | 709884 / 268340 |
| 08464   |      | Historisches Museum des Kantons Thurgau (im Schloss)                   | M    | Rathausplatz 2          | 709756 / 268183 |
| 08484   |      | Naturmuseum des Kantons Thurgau                                        | M    | Freie-Strasse 26        | 709884 / 268340 |
| 08818   |      | Staatsarchiv des Kantons Thurgau                                       | Arch | Zürcherstrasse 188      | 709930 / 268410 |
| 08882   |      | Bürgerarchiv Frauenfeld                                                | Arch | Stadtgartenweg 1        | 709945 / 267802 |
| 09346   |      | Kantonsbibliothek Thurgau (Sammlung)                                   | B    | Promenadenstrasse 12    | 709946 / 268300 |
| 10527   |      | Archive des Amtes für Archäologie (Spezialarchive)                     | Arch | Schlossmühlestrasse 15a | 710015 / 268615 |
| 11612   |      | Archive der Denkmalpflege des Kantons Thurgau                          | Arch | Ringstrasse 16          | 710202 / 268288 |

### Gachnang
| KGS-Nr. | Foto | Objektbezeichnung                           | Typ | Adresse                  | Koordinaten     |
| ------- | ---- | ------------------------------------------- | --- | ------------------------ | --------------- |
| 05076   |      | Ehemalige Manufaktur Greuterhof mit Scheune | O   | Islikon, Hauptstrasse 15 | 705531 / 266928 |
| 05125   |      | Egelsee (prähistorische Seeufersiedlung)    | A   |                          | 707125 / 268400 |

### Gottlieben
| KGS-Nr. | Foto | Objektbezeichnung  | Typ | Adresse          | Koordinaten     |
| ------- | ---- | ------------------ | --- | ---------------- | --------------- |
| 05048   |      | Schloss Gottlieben | E   | Am Schlosspark 4 | 727491 / 280644 |

### Hauptwil-Gottshaus
| KGS-Nr. | Foto | Objektbezeichnung              | Typ | Adresse                   | Koordinaten     |
| ------- | ---- | ------------------------------ | --- | ------------------------- | --------------- |
| 05056   |      | Schloss Hauptwil               | O   | Hauptwil, Hauptstrasse    | 736654 / 260430 |
| 10241   |      | Ehemalige Taverne «Zur Traube» | E   | Hauptwil, Türmlistrasse 3 | 736583 / 260448 |
| 10243   |      | Tortürmli                      | E   | Hauptwil, Schloss         | 736604 / 260418 |

### Hefenhofen
| KGS-Nr. | Foto | Objektbezeichnung      | Typ | Adresse              | Koordinaten     |
| ------- | ---- | ---------------------- | --- | -------------------- | --------------- |
| 05058   |      | Haus «zum Roten Öpfel» | E   | Sonnenbergstrasse 54 | 741028 / 269679 |

### Herdern
| KGS-Nr. | Foto | Objektbezeichnung  | Typ | Adresse                    | Koordinaten     |
| ------- | ---- | ------------------ | --- | -------------------------- | --------------- |
| 05059   |      | Schloss Liebenfels | O   | Lanzenneunforn, Liebenfels | 711815 / 276758 |

### Hüttwilen
| KGS-Nr. | Foto | Objektbezeichnung                              | Typ | Adresse      | Koordinaten     |
| ------- | ---- | ---------------------------------------------- | --- | ------------ | --------------- |
| 05073   |      | Ehemaliges Zisterzienserinnenkloster           | O   | Kalchrain    | 709088 / 274385 |
| 05184   |      | Horn/Inseli (prähistorische Seeufersiedlungen) | A   | Uerschhausen | 703600 / 274750 |

### Kreuzlingen
| KGS-Nr. | Foto | Objektbezeichnung                               | Typ | Adresse         | Koordinaten     |
| ------- | ---- | ----------------------------------------------- | --- | --------------- | --------------- |
| 05082   |      | Ehemaliger Augustinerchorherrenstift St. Ulrich | O   | Hauptstrasse 85 | 730725 / 278676 |
| 05083   |      | Schloss Seeburg                                 | O   | Seeweg 5        | 731329 / 279116 |
| 09483   |      | Ehemaliges Kornhaus und Trotte (Seeburgscheune) | O   | Seeweg 3        | 731518 / 279038 |

### Mammern
| KGS-Nr. | Foto | Objektbezeichnung                   | Typ | Adresse     | Koordinaten     |
| ------- | ---- | ----------------------------------- | --- | ----------- | --------------- |
| 05099   |      | Schloss mit Park und Schlosskapelle | O   | Ringstrasse | 711132 / 278383 |
| 05100   |      | Wallfahrtskirche Mariahilf          | E   | Klingenzell | 709780 / 277344 |

### Märstetten
| KGS-Nr. | Foto | Objektbezeichnung | Typ | Adresse              | Koordinaten     |
| ------- | ---- | ----------------- | --- | -------------------- | --------------- |
| 05104   |      | Kirche St. Jakob  | E   | Kirchgasse           | 722636 / 272744 |
| 10222   |      | Hohes Haus        | E   | Kreuzlingerstrasse 9 | 722536 / 272738 |

### Münchwilen
| KGS-Nr. | Foto | Objektbezeichnung      | Typ | Adresse       | Koordinaten     |
| ------- | ---- | ---------------------- | --- | ------------- | --------------- |
| 05116   |      | St. Margarethenkapelle | E   | Kapellstrasse | 717761 / 260703 |

### Münsterlingen
| KGS-Nr. | Foto | Objektbezeichnung                                  | Typ | Adresse                  | Koordinaten     |
| ------- | ---- | -------------------------------------------------- | --- | ------------------------ | --------------- |
| 05119   |      | Kapelle St. Leonhard                               | E   | Landschlacht, Im Chelhof | 735751 / 276554 |
| 05120   |      | Ehemaliges Benediktinerinnenkloster, Kantonsspital | O   |                          | 734992 / 277133 |

### Neunforn
| KGS-Nr. | Foto | Objektbezeichnung  | Typ | Adresse                  | Koordinaten     |
| ------- | ---- | ------------------ | --- | ------------------------ | --------------- |
| 05132   |      | Reformierte Kirche | E   | Oberneunforn, Kirchgasse | 699874 / 273664 |

### Pfyn
| KGS-Nr. | Foto | Objektbezeichnung                           | Typ | Adresse    | Koordinaten     |
| ------- | ---- | ------------------------------------------- | --- | ---------- | --------------- |
| 05137   |      | Ad Fines (spätrömisches Kastell)            | A   |            | 714530 / 272630 |
| 09678   |      | Breitenloo (prähistorische Seeufersiedlung) | A   | Rietgässli | 712300 / 272600 |
| 10224   |      | Paritätische Kirche St. Bartholomäus        | E   | Im Städtli | 714513 / 272625 |

### Roggwil
| KGS-Nr. | Foto | Objektbezeichnung     | Typ | Adresse              | Koordinaten     |
| ------- | ---- | --------------------- | --- | -------------------- | --------------- |
| 05142   |      | Schloss Mammertshofen | O   | Mammertshofen        | 747630 / 262271 |
| 10225   |      | Gasthof «Traube»      | E   | St. Gallerstrasse 68 | 747448 / 262898 |

### Romanshorn
| KGS-Nr. | Foto | Objektbezeichnung                              | Typ | Adresse               | Koordinaten     |
| ------- | ---- | ---------------------------------------------- | --- | --------------------- | --------------- |
| 05145   |      | Alte paritätische Kirche                       | E   | Schlossbergstrasse 28 | 746243 / 270483 |
| 05146   |      | Hafenanlage mit Mole, Bahnhof und Lagerhäusern | O   |                       | 746250 / 270250 |
| 10226   |      | Katholische Kirche St. Johannes der Täufer     | E   | Schlossbergstrasse 22 | 746128 / 270480 |

### Salenstein
| KGS-Nr. | Foto | Objektbezeichnung              | Typ | Adresse                                      | Koordinaten     |
| ------- | ---- | ------------------------------ | --- | -------------------------------------------- | --------------- |
| 05148   |      | Schloss Louisenberg            | O   | Mannenbach-Salenstein, Louisenbergstrasse 12 | 720904 / 281371 |
| 05149   |      | Schloss Arenenberg mit Kapelle | O   | Arenenberg 147                               | 721700 / 281479 |
| 05150   |      | Schloss Eugensberg             | O   | Eugensberg 175                               | 720532 / 280825 |
| 08465   |      | Napoleonmuseum Arenenberg      | M   | Arenenberg 147                               | 721700 / 281479 |
| 10228   |      | Wallfahrtskapelle St. Aloysius | E   | Mannenbach, Louisenbergstrasse 14            | 720910 / 281354 |

### Schlatt
| KGS-Nr. | Foto | Objektbezeichnung                                                                          | Typ | Adresse                          | Koordinaten     |
| ------- | ---- | ------------------------------------------------------------------------------------------ | --- | -------------------------------- | --------------- |
| 05188   |      | Ehemaliges Klarissenkloster Paradies Unterschlatt                                          | O   | Altparadies, Klostergutstrasse 4 | 692943 / 282262 |
| 09620   |      | Schaarenwald (bronzezeitliche Siedlung / römischer Wachtturm / neuzeitliche Befestigungen) | A   |                                  | 694500 / 283100 |
| 10252   |      | Doppelbauernhaus                                                                           | E   | Altparadies, Chrüzbuckweg 2–6    | 693039 / 282117 |

### Schönholzerswilen
| KGS-Nr. | Foto | Objektbezeichnung                          | Typ | Adresse | Koordinaten     |
| ------- | ---- | ------------------------------------------ | --- | ------- | --------------- |
| 05153   |      | Toos-Waldi (bronzezeitliche Höhensiedlung) | A   | Toos    | 726180 / 265090 |

### Steckborn
| KGS-Nr. | Foto | Objektbezeichnung                                 | Typ | Adresse        | Koordinaten     |
| ------- | ---- | ------------------------------------------------- | --- | -------------- | --------------- |
| 05161   |      | Reformierte Kirche mit Kirchhof                   | O   | Kirchgasse     | 716033 / 280710 |
| 05162   |      | Schanz (prähistorische Seeufersiedlungen)         | A   | Seestrasse     | 716220 / 281020 |
| 05163   |      | Turmhof                                           | O   | Seestrasse 84a | 715977 / 280953 |
| 05171   |      | Turgi/Feldbach (prähistorische Seeufersiedlungen) | A   | Seestrasse     | 715650 / 280500 |

### Stettfurt
| KGS-Nr. | Foto | Objektbezeichnung  | Typ | Adresse  | Koordinaten     |
| ------- | ---- | ------------------ | --- | -------- | --------------- |
| 05174   |      | Schloss Sonnenberg | O   | Tobelweg | 714718 / 265274 |

### Tägerwilen
| KGS-Nr. | Foto | Objektbezeichnung | Typ | Adresse        | Koordinaten     |
| ------- | ---- | ----------------- | --- | -------------- | --------------- |
| 05177   |      | Schloss Castell   | O   | Castellstrasse | 727319 / 278594 |

### Uesslingen-Buch
| KGS-Nr. | Foto | Objektbezeichnung                 | Typ | Adresse          | Koordinaten     |
| ------- | ---- | --------------------------------- | --- | ---------------- | --------------- |
| 04949   |      | Katholische St. Sebastianskapelle | E   | Buch, Kirchweg 2 | 705226 / 273015 |

### Wagenhausen
| KGS-Nr. | Foto | Objektbezeichnung                        | Typ | Adresse        | Koordinaten     |
| ------- | ---- | ---------------------------------------- | --- | -------------- | --------------- |
| 05192   |      | Ehemaliges Benediktinerpriorat mit Mühle | O   | Propstei 10–12 | 705853 / 279929 |
| 10253   |      | Ehemalige Propstei-Trotte                | E   | Propstei 4     | 705931 / 279826 |

### Warth-Weiningen
| KGS-Nr. | Foto | Objektbezeichnung                                                   | Typ | Adresse             | Koordinaten     |
| ------- | ---- | ------------------------------------------------------------------- | --- | ------------------- | --------------- |
| 05199   |      | Ehemalige Kartause Ittingen                                         | O   | Warth, Kartäuserweg | 707460 / 271301 |
| 08467   |      | Kunstmuseum des Kantons Thurgau in der ehemaligen Kartause Ittingen | M   | Warth, Kartäuserweg | 707460 / 271301 |

### Weinfelden
| KGS-Nr. | Foto | Objektbezeichnung            | Typ | Adresse             | Koordinaten     |
| ------- | ---- | ---------------------------- | --- | ------------------- | --------------- |
| 05203   |      | Schloss Bachtobel mit Trotte | E   | Bachtobelstrasse 76 | 724222 / 271461 |
| 05204   |      | Reformierte Kirche           | E   | Kirchgasse 4        | 725859 / 269949 |
| 10255   |      | Gasthaus «Zum Trauben»       | E   | Rathausstrasse 1    | 725756 / 269958 |
| 10257   |      | Rathaus                      | E   | Rathausstrasse 2    | 725728 / 269994 |

### Wigoltingen
| KGS-Nr. | Foto | Objektbezeichnung    | Typ | Adresse        | Koordinaten     |
| ------- | ---- | -------------------- | --- | -------------- | --------------- |
| 04984   |      | Schloss Altenklingen | O   | Altenklingen 2 | 723272 / 273678 |

### Zihlschlacht-Sitterdorf
| KGS-Nr. | Foto | Objektbezeichnung                      | Typ | Adresse             | Koordinaten     |
| ------- | ---- | -------------------------------------- | --- | ------------------- | --------------- |
| 05158   |      | Gartenanlage Schloss Blidegg           | E   | Degenau, Blidegg 10 | 739894 / 263069 |
| 10410   |      | Kapelle St. Nikolaus und St. Magdalena | E   | Degenau             | 739907 / 262730 |